# Tom Strannegård
Tom Henning Strannegård, född 29 april 2002 i Danderyd, Sverige, är en svensk fotbollsspelare som spelar för IK Start.

## Klubblagskarriär

### IFK Stocksund
Strannegård inledde sin fotbollskarriär som sexåring i moderklubben IFK Stocksund, klubben som han sedan lämnade som 14-åring. Under tiden med IFK Stocksund fick scouter från Chelsea FC upp uppmärksamheten för den unga talangen. Den engelska storklubben bjöd in Strannegård till träningar och matcher i London samt till utlandsturneringar. Den 27-29 maj 2019 representerade han Chelsea i deras enda deltagande i Lennart Johansson Academy Trophy på Skytteholms IP i Solna.

### AIK:s ungdomsverksamhet
Inför säsongen 2017 lämnade Strannegård IFK Stocksund och flyttade som 14-åring till AIK. Det blev under debutåret spel med AIK:s U16- och U17-lag. Han spelade fyra matcher i U17 Allsvenskan Norra då AIK slutade på andra plats i tabellen. Debuten skedde hemma mot IF Brommapojkarna (2–1) i den tredje omgången inför 50 åskådare på Skytteholms IP den 13 april 2017. Det första målet kom borta mot Älvsjö AIK (6–1) inför 100 åskådare på Älvsjö IP den 20 augusti 2017 då han svarade för 3–1-målet i den 30:e minuten.  
Under 2018 spelade Tom Strannegård 14 matcher i U17 Allsvenskan Norra. Under 2019 blev det 20 matcher med P17-laget i Allsvenskan Norra samt i Ligacupen och han svarade för sju mål. Det blev under året även fyra matcher med AIK:s P19-lag i slutspelsserien. Debuten för P19-laget skedde hemma mot IF Elfsborg (1–3) inför 75 åskådare på Skytteholms IP den 14 september 2019. Under hösten 2019 började Strannegård även träna tillsammans med A-laget på träningsanläggningen Karlberg. Efter ett skadedrabbat år 2020 spelade Strannegård en match för AIK:s P19-lag i P19 Allsvenskan Norra trots att han tillhörde A-laget permanent.

### AIK

#### Säsongen 2019: Debut och kontrakt
Den 20 oktober 2019 satt Tom Strannegård på bänken med A-laget för första gången då AIK i Allsvenskans 28:e omgång mötte Falkenbergs FF på Falcon Alkoholfri Arena, en match man vann med 5–1. Den 9 november 2019 möttes AIK och Enskede IK i den andra omgången av Svenska cupen 2019/20 inför 4 039 åskådare på Friends Arena i Solna. Strannegård inledde på bänken i tröja nummer 32 och det blev tävlingsdebut för honom då han under chefstränaren Rikard Norlings ledning ersatte Enoch Kofi Adu i den 73:e matchminuten. Vid ställningen 6–0 till AIK i den 89:e minuten bröt Heradi Rashidi fram centralt och i exakt rätt tiondels sekund passade han ut till Strannegård till höger i straffområdet och den unge AIK-spelaren visade stor kyla då han enkelt placerade in bollen vid den närmaste, högra stolpen och därmed fastställde slutresultatet i cupmatchen.
Den 21 november 2019 skrev Strannegård på sitt allra första professionella kontrakt med AIK. Avtalet sträckte sig till och med den 31 december 2022. 

#### Säsongen 2020: Skada och rehabilitering
Strannegård skadades under en match i P19 Allsvenskan Norra borta mot rivalerna Hammarby IF (3–0) den 22 augusti 2020. Han tvingades lämna planen efter en överkroppsskada i den 38:e matchminuten, då han skulle ta emot sig efter ett fall. Strannegård tvingades till operation och efter det väntade en rehabilitering på 2-3 månader. Han kom sedan tillbaka i spel och hann representera AIK i 12 Allsvenska matcher. 

#### Säsongen 2021: Roterande roll och utlåning till Vasalund
Strannegård spelade sin första tävlingsmatch för säsongen 2021 när AIK slog Oskarshamns AIK i Svenska cupen med 2–1 den 20 februari 2021. Han spelade 19 matchminuter i den Allsvenska premiären mot nykomlingarna Degerfors IF den 12 april 2021, en match AIK vann med 2–0. Strannegård gjorde sitt Allsvenska mål den 17 maj 2021 när AIK slog Östersunds FK på Jämtkraft Arena med 2–1. Målet kom när han i den 12:e matchminuten satte dit bollen i öppet mål efter att Aly Keitas räddning från Saku Ylätupa hamnat direkt vid Strannegårds fot, som enkelt kunde sätta bollen i nät.
I början av september lånades han ut till Vasalunds IF i Superettan, efter att han fått bristande med speltid i AIK med endast inhopp i slutskedet av matcherna. Han gjorde sin debut för Vasalund den 30 september 2021 i en 3–0-förlust över IK Brage på Domnarsvallen. Den 6 november 2021 gjorde Strannegård en assist när Vasalund vann med 2–1 över Trelleborgs FF på Vångavallen.

#### Säsongen 2022: Utlåningen till IK Start
Efter att endast fått speltid i tre ligamatcher lånades Strannegård ut till norska IK Start i juli 2022. I och med utlåningen förlängde han även sitt kontrakt med AIK till och med den 31 december 2024. Start hade också en köpoption i låneavtalet. Han gjorde sin debut för klubben den 4 augusti 2022 i en 1–0-förlust mot Brann. Första målet för Start gjorde han den 3 oktober 2022 i en 3–2-vinst över KFUM Oslo inför 5 124 åskådare på Sør Arena.

## Statistik
| Klubb                                                | Säsong            | Inhemsk liga      | Inhemsk liga | Inhemsk liga | Nat. täv. | Nat. täv. | Internat. täv. | Internat. täv. | Totalt | Totalt |
| Klubb                                                | Säsong            | Serie             | SM           | Mål          | SM        | Mål       | SM             | Mål            | SM     | Mål    |
| ---------------------------------------------------- | ----------------- | ----------------- | ------------ | ------------ | --------- | --------- | -------------- | -------------- | ------ | ------ |
| AIK                                                  | 2019              | Allsvenskan       | 0            | 0            | 0         | 0         | 0              | 0              | 0      | 0      |
| AIK                                                  | 2020              | Allsvenskan       | 12           | 0            | 2         | 1         | 0              | 0              | 14     | 1      |
| AIK                                                  | 2021              | Allsvenskan       | 4            | 1            | 3         | 0         | 0              | 0              | 7      | 1      |
| AIK                                                  | Totalt i klubblag | Totalt i klubblag | 16           | 1            | 5         | 1         | 0              | 0              | 21     | 2      |
| Antal matcher och mål är korrekt per den 18 maj 2021 |                   |                   |              |              |           |           |                |                |        |        |